# 天使☆囂囂 RE-BOOT!
《天使☆囂囂 RE-BOOT!》是YUZUSOFT在2023年4月28日發售的成人遊戲。国际版將於2025年1月24日通過發行商自有的遊戲商店發售。。由作畫的漫畫版於2023年7月27日開始連載於《月刊Comic Alive》網絡漫畫增刊《Comic Alive+》。

## 故事
過著平穩的日常的學生谷風李空有一天被自稱天使的少女告知自己的前世是異世界的魔王後開始全新的生活。

## 登場人物
谷風李空（たにかぜ りく）
本作男主角。前世為異世界魔王。
白雪乃愛（聲：瀨戶乃麻里惠）
作為天使的少女。
為了守護作為魔王轉世的主角谷風李空，於是降臨在他身邊。
一直都过着天使的生活，几乎从未接触过人类文明。
对漫画、动画、美食等等都充满好奇，并逐渐乐在其中。
谷風天音（聲：夏和小）
谷風李空的妹妹。前世是异世界的魔族。
小雲雀來海（聲：柳瞳）
谷風李空的同班同學。前世為異世界魔族。
星河輝耶（聲：遙空）
来自异世界的少女。
为了追寻转世的魔王，来到了这个世界。
高楯歐麗葉（聲：夏野冰）
来自异世界的少女。星河輝耶的侍從。
百里風實花（聲：明羽杏子）
谷風李空班上的班主任。
學生時期就已和主角認識。

## 主題曲
開場曲FUN FUN RE-BOOT
作詞：（Angel Note），作曲：Famishin，編曲：（Angel Note）
演唱：QUARTET☆RE-BOOT!（白雪乃愛、谷風天音、小雲雀來海、星河輝耶）
白雪乃愛綫路結尾曲Call My Name
作詞：（Angel Note），作曲：Famishin，編曲：（Angel Note）
演唱：白雪乃愛（聲優：瀨戶乃麻里惠）
谷風天音綫路結尾曲
作詞：葉月（Angel Note），作曲：Famishin，編曲：椎名俊介（Angel Note）
演唱：葉月
小雲雀来海綫路結尾曲
作詞：（Angel Note），作曲：Famishin，編曲：（Angel Note）
演唱：霜月遙
星河輝耶綫路結尾曲DIVE
作詞：Riryka（Angel Note），作曲：Famishin，編曲：Meis Clauson（Angel Note）
演唱：Riryka
高楯歐麗葉綫路結尾曲
作詞：（Angel Note），作曲：Famishin，編曲：（Angel Note）
演唱：月城花梨
百里風實花綫路結尾曲wish
作詞：ange（Angel Note），作曲：Famishin，編曲：Luca
演唱：百里風實花（聲優：明羽杏子）

## 評價
- 《天使☆囂囂 RE-BOOT！》在日本美少女游戏与动画相关商品销售网站Getchu.com的2023年4月销量榜上排名第1[4]，5月排名第5名[5]，6月排名第19名[6]。
- 于Getchu举办的美少女游戏大赏2023中获得综合部门第3名、作画部门第1名、音乐部门第2名、影片部门第1名、角色部门第1名（天音）、第3名（乃爱）和第6名（来海）。[7]

## 外部連結
- 官方网站 （日語）
- 中文版網站 （页面存档备份，存于）（简体中文）
- 《天使☆囂囂 RE-BOOT!》在視覺小說數據庫的頁面 （英文）